# Dackel
Die Dackel, auch Dachshund oder vor allem in der Jägersprache Teckel genannt, sind neun von der FCI anerkannte deutsche Hunderassen (FCI-Gruppe 4, Sektion 1, Standard Nr. 148).
Die Rassen werden in drei unterschiedlichen Fellformen und drei unterschiedlichen Größenformen gezüchtet, woraus die neun verschiedenen Rassen definieren, welche regulär nicht miteinander gekreuzt werden und zudem unterschiedliche genetische Herkünfte vorweisen. Die Zucht findet in Deutschland hauptsächlich im Deutschen Teckelklub 1888, im Internationalen Rasse-Jagd-Gebrauchshundeverband und – als rein jagdliche Zucht – im Verein für Jagdteckel statt.
Der Begriff Dachshund bezeichnet neben den Hunderasse auch eine historische Nutzungsgruppe von Jagdhunden: zum einen Hunde, die zur Baujagd (Erdhund), nicht aber speziell zur Jagd im Dachsbau eingesetzt wurden, denn Dachse sind sehr wehrhaft und damit gefährlich für die Erdhunde. Vielmehr ist der Namensbestandteil Dachs eine übergreifende Hunderassenbezeichnung als ein Hinweis auf die Größe der Hunde und eine Gruppe (Gruppe 4: Dachshunde) in der Rassesystematik der FCI, die dort jedoch nur die Rasse Dachshund enthält. Weitere Namensträger sind die Westfälische Dachsbracke und die Alpenländische Dachsbracke, bei denen es sich nicht um Rassen der Gruppe Erdhunde handelt.

## Beschreibung
Der Dackel zeichnet sich durch seine niedrige, kurzläufige, langgestreckte, aber kompakte Gestalt aus. Er ist sehr muskulös, mit aufrechter Haltung des Kopfes und aufmerksamem Gesichtsausdruck. Die verkürzten Beine der Dackel sind das Resultat einer gezielten Selektion auf Chondrodysplasie und sind im Rassestandard verankert.
Es gibt die Hunde in verschiedenen Größen und Fellvariationen: Langhaar, Rauhaar, Kurzhaar in jeweils vielen Farbvariationen, auch mehrfarbig, gestromt oder gefleckt. Während gefleckte Tiere als eine der 4 Färbungen durch die FCI definiert sind, werden schwarze Tiere ohne Brand sowie weiße mit oder ohne Brand im Rassestandard der FCI ausdrücklich ausgeschlossen. Unter AKC-Regeln können weiß gescheckte Dackel ausgestellt werden und sind dort als Piebalds bekannt. Die hängenden Ohren sind nicht zu weit vorne angesetzt, ausreichend, aber nicht übertrieben lang und abgerundet.
In den drei Haararten werden die Dackel im FCI-Standard nach ihrer Größe unterschieden in Teckel (T) (früher Normalteckel), Brustumfang (BU) über 35 cm, Gewichtsobergrenze etwa 9 kg, Zwergteckel (Zw), BU über 30 bis 35 cm, und Kaninchenteckel (Kt), BU bis 30 cm.

Haararten und Farben
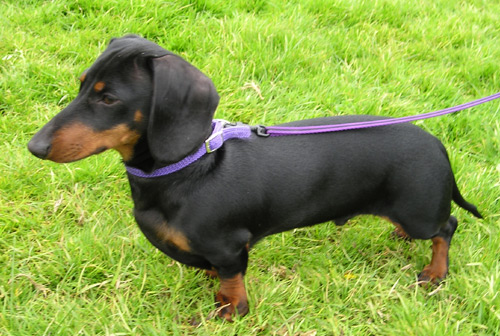
Kurzhaar, schwarz-rot
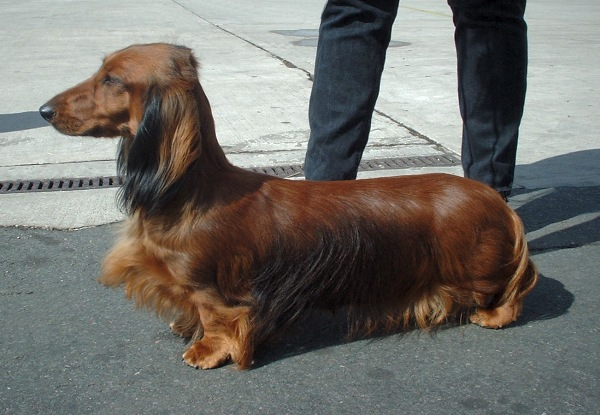
Langhaar, rot
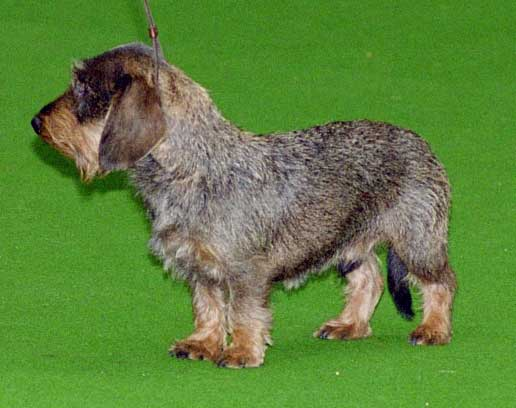
Rauhaar, saufarben
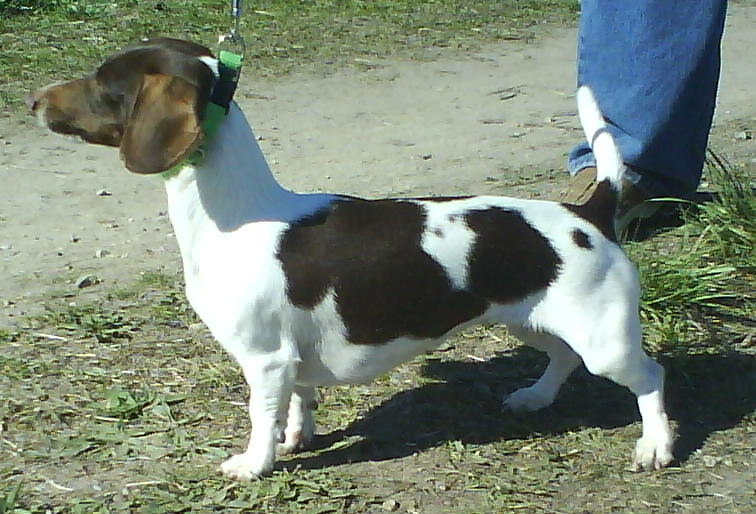
Kurzhaar, gescheckt (nicht FCI-zugelassen)

## Wesen

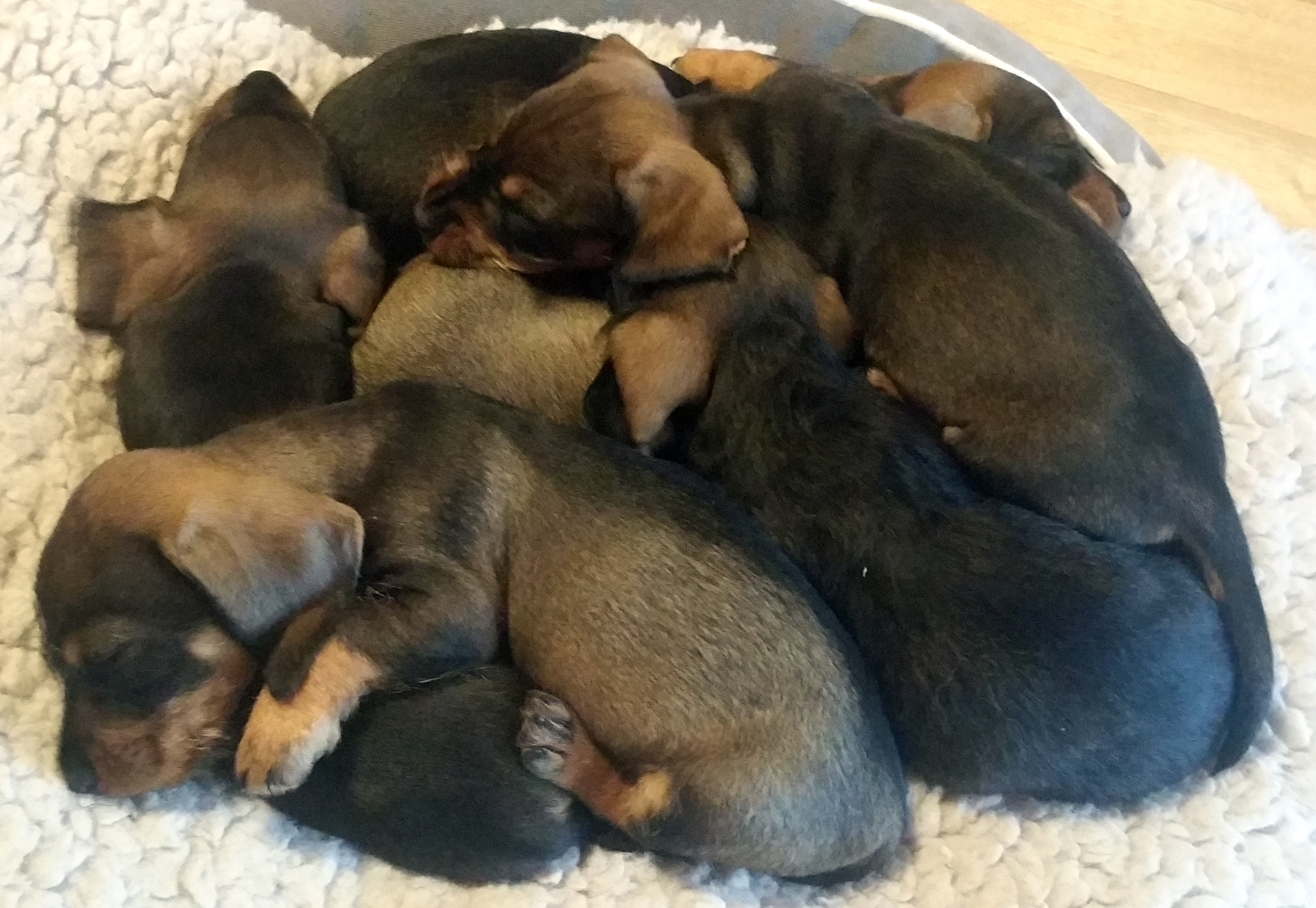
Sechs Rauhaardackelwelpen (knapp sechs Wochen alt)

Dackel besitzen ein ausgeprägtes Selbstbewusstsein. Dies ist bei der Jagd auf wehrhaftes Wild, insbesondere den Dachs (daher der Name Dachshund), sehr hilfreich. Im Dachs- oder Fuchsbau ist der Hund ein Alleinjäger und muss seine eigenen Entscheidungen treffen, da der Hundeführer ihn hier nicht leiten kann.
Die Bindungswilligkeit der Dackel ist weniger intensiv ausgeprägt. Ihre Ausbildung bedarf einer liebevollen Konsequenz und eines sachkundigen Hundeführers und sollte möglichst schon im Welpenalter einsetzen. Dies betrifft auch das Einwirken auf den Dackel im Umgang mit anderen Hunden und Menschen: Das starke Selbstbewusstsein des Dackels kann mitunter dazu führen, dass er zu wenig Respekt vor größeren Hunden hat und es hier zu Konfrontationen kommen kann.

## Verwendung

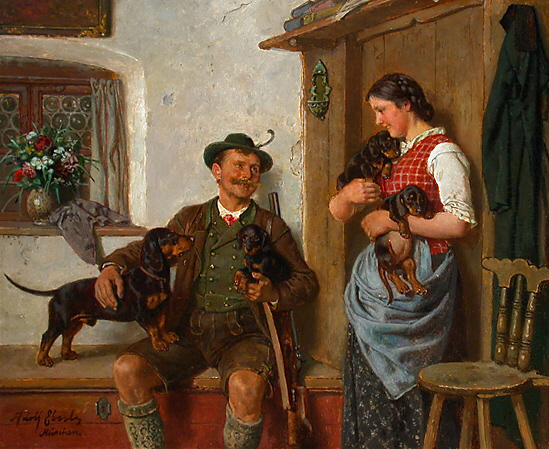
Die Dackelfamilie mit Jäger und Magd, Gemälde von Adolf Eberle

Gezüchtet wurde diese Hunderasse für die Jagd, speziell als sog. Erdhund für die Baujagd auf den Fuchs und den Dachs. Seine kurzen Läufe und sein vergleichsweise geringer Brustumfang ermöglichen dem Dackel das Eindringen in die unterirdischen Baue dieser Wildtiere. Bei der Baujagd soll der Hund den Fuchs „sprengen“, d. h. ihn aus seinem Bau jagen, nach Möglichkeit jedoch nicht stellen und sich nicht auf einen Kampf einlassen.
Während Füchse schnell „springen“ (den Bau verlassen), stellt sich der Dachs häufig dem Dackel und muss notfalls ausgegraben werden. Manchmal „verklüftet“ er sich auch (häuft zwischen sich und dem Hund einen Erdwall auf). So kann dieser ihn nicht erreichen und muss selbst notfalls ausgegraben werden.
Daneben sind Dackel ideal für die Stöberarbeit geeignet. Auf Drückjagden flieht das von den kurzläufigen Hunden hochgemachte Wild vertrauter und langsamer, wobei es auch häufig stehen bleibt. So ist ein sicheres Ansprechen und Erkennen des Wildes möglich, und schwierige Schüsse auf hochflüchtige Tiere werden dadurch seltener.
Auch auf der Wundfährte von krankem Wild leistet der Dackel hervorragende Arbeit. Wenn auch seine Einsatzmöglichkeiten aufgrund seiner Größe eingeschränkt sind, lässt er sich ideal für sichere Totsuchen verwenden.
Der Dackel wird neben seiner Eigenschaft als Jagdgebrauchshund auch als Begleit- und Ausstellungshund verwendet. Der größte Teil der Hunde wird nicht als Gebrauchshund verwendet.

## Rückgang der Welpenzahlen
Der Dackel ist eine Rasse mit stark zurückgehenden Welpenzahlen. Wurden 1972, als der Dackel Waldi zum Maskottchen der Olympischen Spiele in München wurde, in Deutschland noch etwa 28.000 Welpen jährlich geworfen, lag die Welpenzahl 1996 bei 12.000 und ging bis 2011 weiter zurück auf rund 6.300 in dem Jahr geworfene Welpen. Angesichts dieser Zahlen war in Deutschland 2007 sogar von einem Aussterben der Rasse die Rede, während Züchter darauf hinwiesen, dass der Bestand nicht gefährdet sei.
Dem Verband für das Deutsche Hundewesen (VDH) zufolge sank die Geburtsrate der Dackel in den Jahren 1997 bis 2007 um rund 35 Prozent in Deutschland. Während sich in Deutschland immer weniger Hundehalter für einen Dackel entscheiden, wurden im Jahr 2007 in Japan hingegen 20.000 Dackelwelpen geboren. 2012 lebten einer Dokumentation von Arte zufolge die meisten Dackel in Japan. In der Statistik des VDH für das Jahr 2017 folgen auf 9766 im VDH geworfene Welpen des Deutschen Schäferhunds an zweiter Stelle 5795 Teckelwelpen.

## Rassetypische Krankheiten
Der Dackel ist wie einige andere Hunderassen, Beispiele sind Basset und Pekinese, äußerlich durch seine Kurzbeinigkeit definiert. Diese Chondrodysplasie wird durch eine noch vor der Entwicklung moderner Hunderassen im Genpool des Haushundes aufgetretene Mutation hervorgerufen. Sie verursacht eine frühzeitige Verknöcherung der Wachstumsfugen an den langen Knochen der Läufe und dadurch verkürzte und gebogene Gliedmaßen. Durch ihre im Verhältnis zu den Beinen lange Wirbelsäule sind Dackel anfällig für eine Sonderform des Bandscheibenvorfalls, die Dackellähme. Dabei werden Nerven in der Wirbelsäule abgedrückt, und der Dackel verliert die Kontrolle über Teile des Körpers, meistens die Hinterbeine. Vorbeugend gegen Dackellähme sind das Vermeiden von Übergewicht und ausreichende Bewegung zum Aufbau einer starken Rückenmuskulatur. Ist die Dackellähme einmal eingetreten, kann sie nicht mehr rückgängig gemacht werden, aber durch Medikamente oder einen chirurgischen Eingriff und ergänzende physiotherapeutische Maßnahmen gelindert werden.
Pes varus: Durch eine Störung im Wachstum des Schienbeins kommt es zu einem Abknicken des Fußes nach innen.

## Der Dackel als Kunstobjekt
- Der Südfassade des Wormser Doms ist die Nikolauskapelle vorgestellt. An deren Ostfassade befindet sich die Skulptur eines Dackels. Sie wurde dort vermutlich während der umfassenden Sanierung des Bauteils in den 1920er und 1930er Jahren angebracht. Modell soll der Dackel des Dombaumeisters Philipp Brand gestanden haben, der die Sanierung leitete.[12]
- Seit 1965 wird in Deutschland der Wackeldackel von der Firma RASKO im oberfränkischen Neustadt bei Coburg produziert.[13] Die oft beflockte, aber auch farbig lackiert erhältliche Dekorationsfigur war insbesondere in den 1970er und 1980er Jahren auf der Heckablage von Stufenheck-Pkw zu sehen, sein pendelnd aufgehängter Kopf reagiert auf Bewegungen des Autos. Der Internetsuchdienst Google ehrte am 30. September 2020 den Wackeldackel in Form eines animierten Doodles.[14]

- Erstmals während der Olympischen Sommerspiele in München wurde 1972 ein Olympiamaskottchen gekürt. Es handelte sich dabei um den Dackel Waldi, gestaltet von dem bekannten Graphikdesigner Otl Aicher, der seine eigene – knapp drei Monate alte – Dackelhündin als Modell nahm. Das Kunstobjekt zeigte sich in zarten Pastelltönen Türkis, Dunkelblau, Lindgrün, Dunkelgrün, Gelb und Orange senkrecht gestreift. Zur Vermarktung kam es in zahlreichen Größen, Materialien und Formen, sowohl als Plüsch-, Knautsch- oder Stofftier als Anstecker, Puzzle, Aufkleber, Flaschenöffner, Korkenzieher, Kissen oder Schlüsselanhänger.[15]
- Die deutsche Drogeriemarktkette DM brachte im Frühjahr 2021 eine Sonderedition ihrer Toilettenpapier-Großpackung Sanft & Sicher mit verschiedenen Dackelmotivaufdrucken auf den Markt. Die Transportverpackung (8 Rollen, 3-lagig) der Eigenmarke zeigt als Aufdruck einen sitzenden Dachshund.[16] Seitdem gab es mehrere Neuauflagen der Dackel-Sonderediton.
- Picassos Dackel Lump fand in zahlreiche Kunstwerke des spanischen Künstlers Eingang.
- Andy Warhols Dackel Archie wurde u. a. auch  in seinen Werken dargestellt.
- Tatort-Kommissar Melchior Veigl, gespielt von Gustl Bayrhammer, ermittelte von 1972 bis 1976 mit Dackel Oswald, in den letzten 2 Folgen 1992 mit Dackel Moritz in einer Nebenrolle.
- Die Comedy-Fernsehserie Hausmeister Krause – Ordnung muss sein hat von 1999 bis 2010 als eines der Hauptthemen Dackel Bodo und den fiktiven Kölner Teckel Club 1881.

## Dackel in der Popkultur und als Kultfigur

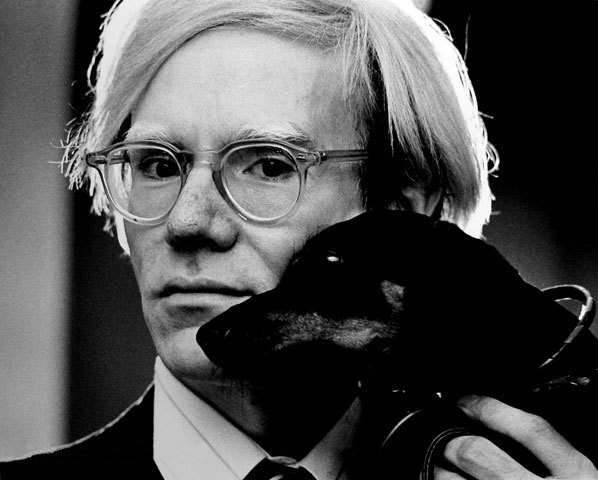
Andy Warhol, einer der bedeutendsten Vertreter der Pop Art mit seinem Dackel Archie.

Der Dackel hat weit über seine ursprüngliche Funktion als Jagdhund hinaus eine besondere Stellung in der Popkultur erlangt. In Deutschland ist die Rasse eng mit Begriffen wie Traditionsbewusstsein und Gemütlichkeit verbunden. Bereits Kaiser Wilhelm II. hielt Dackel, und bei den Olympischen Spielen 1972 in München wurde das Maskottchen „Waldi“, ein stilisierter Dackel, gewählt.
Auch in Film, Fernsehen und Literatur taucht der Dackel regelmäßig auf. Neben seinem Auftritt in Susi und Strolch als Charakter „Boris“ wurde die Rasse insbesondere in der deutschen TV-Serie Hausmeister Krause bekannt. Dort prägte die Hauptfigur den Kultspruch „Alles für den Dackel, alles für den Club“, mit dem die übertriebene Verehrung der Rasse humoristisch dargestellt wurde. Der Spruch entwickelte sich in Deutschland zum geflügelten Wort unter Dackelfans und wird bis heute in Fan-Kreisen zitiert.
Auch der Tatort-Kommissar Melchior Veigl, gespielt von Gustl Bayrhammer, besaß einen Dackel namens Oswald, der in den Folgen immer wieder auftauchte und zu einem seiner Markenzeichen wurde.

## Trivia

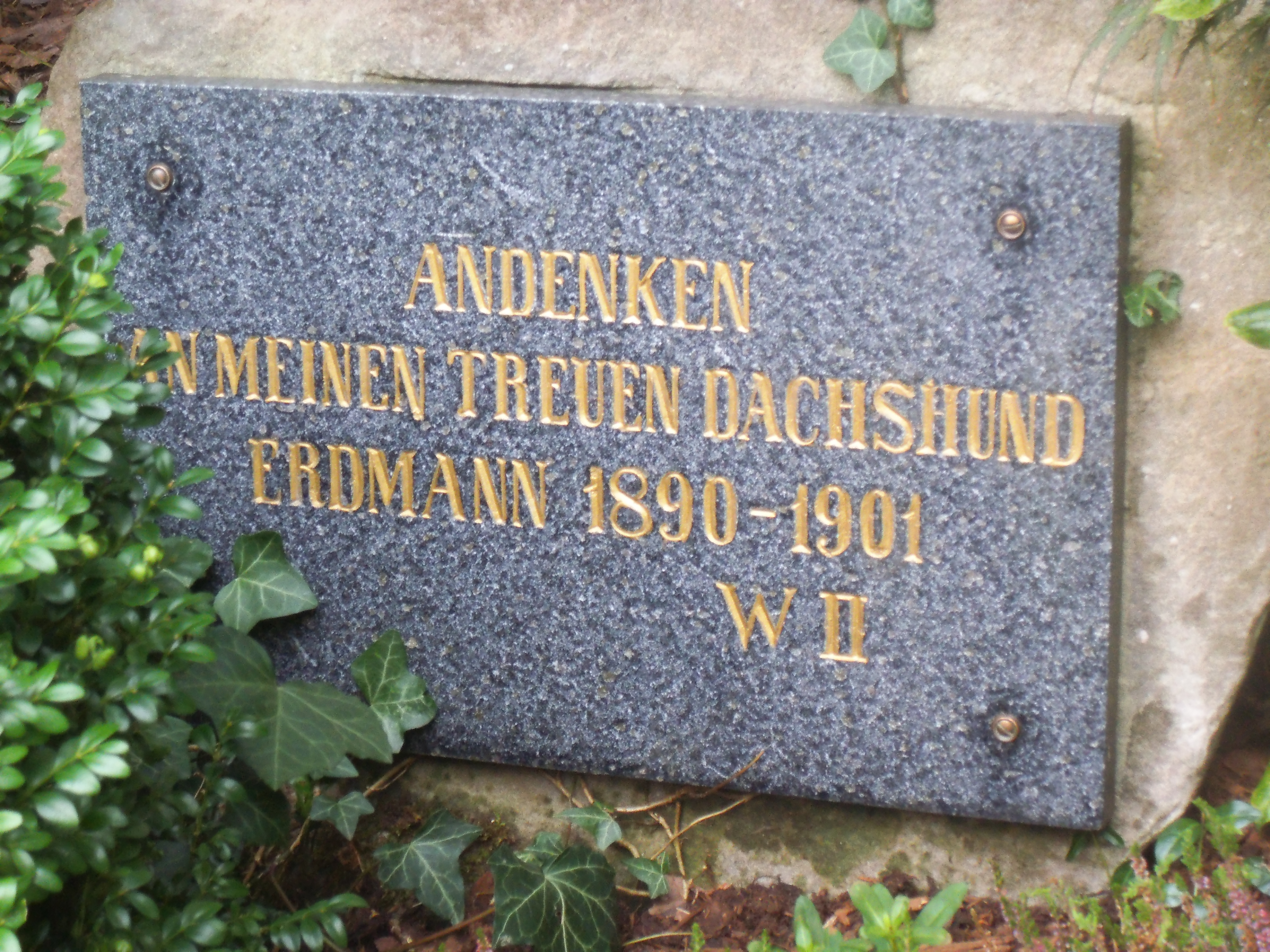
Denkmal für den Kaiserdackel Erdmann

- Als großer Dackelfreund besaß Kaiser Wilhelm II. mehrere Dackel, u. a. Wadl und Hexe, die beinahe einen internationalen Zwischenfall verursachten. Beim Besuch des Kaisers bei Erzherzog Franz Ferdinand auf Schloss Konopiště, im damaligen Österreich, jagten die Dackel des Kaisers einen der unschätzbar wertvollen Goldfasane des Gastgebers und fraßen ihn.[19]
- Der einzige Dackel mit Welterbe-Status ist Erdmann, ein Dackel von Kaiser Wilhelm II., den dieser 1901 auf der Roseninsel im Bergpark Wilhelmshöhe beisetzen und mit einem Grabdenkmal ehren ließ. Seit 2013 ist der Bergpark – einschließlich des Grabmals – UNESCO-Welterbe.